# Yosef ben Abitur
Yosef ben Abitur, también conocido como Joseph ibn Abitur y Yosef ibn Ytzhak ibn Abitur (nacido en Mérida en c. 900 y fallecido en Damasco en 970 o 1005), fue un rabino, escritor y poeta litúrgico sefardí activo en el siglo X. Fue discípulo de Moses ben Hanoch.
AbiTur pertenecía a una familia española muy prestigiosa de la ciudad de Mérida. Compuso himnos y poesía devota y religiosa. Su tatarabuelo fue un líder comunal y rabínico. Gran estudioso de la Torá, escribió un comentario sobre el Antiguo Testamento en hebreo. Bien relacionado con el califa andalusí, realizó una traducción al árabe del Talmud dedicada a él. Cuando el hijo de Moisés ben Hanoch fue elegido para suceder a su padre, se sintió obligado a abandonar España y viajar a las Yeshivás de Babilonia. En su camino se detuvo en Egipto y Bagdad. Finalmente fue a Damasco, donde murió. Escribió muchos textos dedicados a la Teshuvá, algunos de los cuales todavía se conservan.